# Jacques II de Bourbon
Pour les articles homonymes, voir Jacques II, Jacques de Bourbon et Bourbon.
Jacques de Bourbon, comte de La Marche, plus communément appelé Jacques II de Bourbon-La Marche, né vers 1370 et mort le 24 septembre 1438 à Besançon, est un membre de la Maison de Bourbon, comte de La Marche et seigneur de Leuze de 1393 à 1438 par son père, comte de Castres et seigneur de Lézignan de 1412 à 1438 par sa mère ; il est roi consort de Naples de 1415 à 1419 par son second mariage avec la reine Jeanne II de Naples.

## Biographie
Jacques de Bourbon est le fils de Jean Ier de Bourbon-La Marche, comte de La Marche, de Vendôme et de Castres, et de Catherine de Vendôme, comtesse de La Marche, de Vendôme et de Castres.
Sa date de naissance apparaît généralement comme étant 1370, les auteurs reprenant un passage du généalogiste Anselme de Sainte-Marie : « Jacques II de Bourbon mourut le 24 septembre âgé d'environ 68 ans ». Cependant, plusieurs sources concordent pour replacer la naissance du comte vers 1380. Un passage du Livre des faits du bon messire Jehan le Meingre indique à propos de la bataille de Nicopolis en 1396 : « Et le comte de la Marche, qui le plus jeune estoit de tous, ne encore n'avoit barbe, y combatoit tant asseurement que tous l'en prisèrent ». Christine de Pizan rapporte elle aussi la jeunesse du prince en 1404 : « Jacques de Bourbon, comte de la Marche, chevalier, jeune, de grant bonté, et dès son enfence prist arme a hanter es marche d'Italie ». Olivier de La Marche raconte dans ses mémoires l'arrivée du prince à Pontarlier en 1435 : « Il avoit le visage blont et agreable, et portoit une chiere joyeuse en sa recueillotte vers ungs chascun, et povoit avoir environ quarente ans d'eaige ». Enfin, un document du 19 mai 1395 d'un sergent du roi ayant ajourné Catherine de Vendôme dans le cadre d'un procès avec le duc de Bourbon à propos du comté de La Marche, déclare qu'elle a le bail et gouvernement de ses enfants.
Il fait ses premières armes lors de la croisade de Nicopolis menée par le comte de Nevers, futur Jean sans Peur, contre les Turcs, qui s'achève par la défaite de Nicopolis en 1396. Le jeune comte de La Marche fait partie des nobles capturés et sera libéré en 1398, après versement d'une rançon,.
Entre 1400 et 1403, il combat en Italie pour le compte de Louis II d'Anjou.
De retour en France, il lui est confié un détachement à conduire en renfort à Owen Glendower, chef des Gallois insurgés contre Henri IV d'Angleterre. Il rejoint ses troupes avec retard, s'attardant à la Cour, s'empare de l'île de Plymouth qu'il pille. Battu, il perd douze vaisseaux dans une tempête au retour, en 1404.
Le 14 septembre 1406, il épouse à Pampelune Béatrice de Navarre (octobre 1386 -  Olite 14 décembre 1407), fille de Charles III le Noble, roi de Navarre et duc de Nemours, et d'Éleonore de Castille. Ils ont une fille, Éleonore, née à Burlada le 7 septembre 1407, héritière des comtés de La Marche et de Castres, qui mourra en 1471. Elle épouse par contrat passé à Castres le 27 juillet 1424 Bernard d'Armagnac (1400 - 1462), comte de Pardiac, fils cadet de Bernard VII d'Armagnac, connétable de France. De ce mariage est issu Jacques d'Armagnac, duc de Nemours, comte de La Marche, de Pardiac et de Castres, vicomte de Carlat et de Murat.
Pendant la guerre civile entre Armagnacs et Bourguignons, Jacques II de Bourbon a un rôle de médiateur en 1410 permettant la paix de Bicêtre ; il combat du côté du roi et de Jean sans Peur en 1411-1412 ; il participe notamment aux discussions de la paix d'Auxerre à l'été 1412, et est toujours du côté du roi mais contre Jean sans Peur en 1414,.
Veuf depuis 1407, il passe un contrat de mariage à Champtoceaux le 5 novembre 1412 avec Marguerite de Châtillon-Blois, dite de Bretagne, fille de Jean de Châtillon-Blois dit de Bretagne, comte de Penthièvre et vicomte de Limoges, et Marguerite de Clisson, morte en 1413 ou 1414.

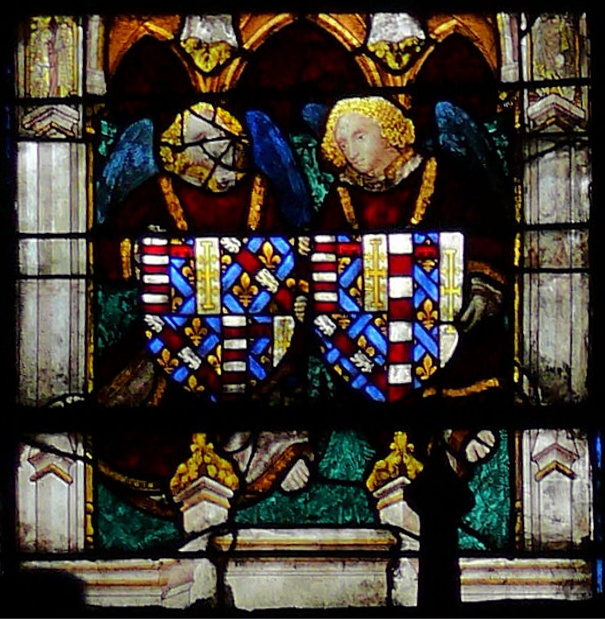
Chartres, Chapelle Vendôme, Armes de Jacques de Bourbon et Jeanne de Naples.

La reine Jeanne II de Naples annonce à tous les princes d'Europe qu'elle souhaite se remarier et choisit Jacques. Il arrive à Naples en 1415, parvient à écarter le favori de la reine, Pandolfo Alopo, se marie et est couronné. Toutefois, l'entente du couple ne dure pas et il finit emprisonné par la reine. Libéré en 1419, il tente de soulever le royaume en sa faveur et, ayant échoué, retourne en France vers 1421.
Il se joint à Charles VII qui le nomme gouverneur du Languedoc en 1424, mais seulement pour quelques mois ; il s'en démet en faveur de Jean Ier de Foix que Charles VII vient de rallier à sa cause.
Entre 1425 et 1435, la documentation à son sujet se fait rare, mais il semble avoir principalement résidé dans ses terres du Languedoc, notamment dans ses châteaux de Lombers et Roquecourbe. Ainsi, on trouve plusieurs documents où Bernard, comte de Pardiac, est "lieutenant general de mon tres redoubté seigneur et père le roy de Hongrie, de Jherusalem et de Sicille, conte de La Marche et de Castres, en ses païs et terres".
Personnage pieux, il a fait plusieurs fondations, notamment à l'abbaye des Célestins Notre-Dame des Ternes dans le comté de La Marche, à l'abbaye Saint-Antoine en Viennois et au chapitre cathédrale Sainte-Cécile d'Albi à côté du comté de Castres. Las d'une vie agitée et proche de Colette de Corbie, réformatrice des Clarisses, il se fait cordelier à Besançon en 1435, et meurt trois ans plus tard.
Il a plusieurs enfants bâtards, Claude d'Aix, Antoine, Marie et Isabelle ; ces deux dernières deviennent clarisses,.